# Zamfira, Prahova
Zamfira este un sat în comuna Lipănești din județul Prahova, Muntenia, România. Face parte din comuna Lipănești, aflându-se la la aproximativ 15 km nord de Ploiești. Numele i se trage de la o mare familie de boieri care au locuit acolo.
Este un sat liniar, întinzându-se pe aproximativ 2 km. Este situat în valea râului Teleajen. În apropierea sa se află mănăstirea Zamfira, pictata de Nicolae Grigorescu la vârsta de 19 ani.
 Acest articol despre o localitate din județul Prahova este deocamdată un ciot. Puteți ajuta Wikipedia prin completarea lui.